# Espelho (zoologia)

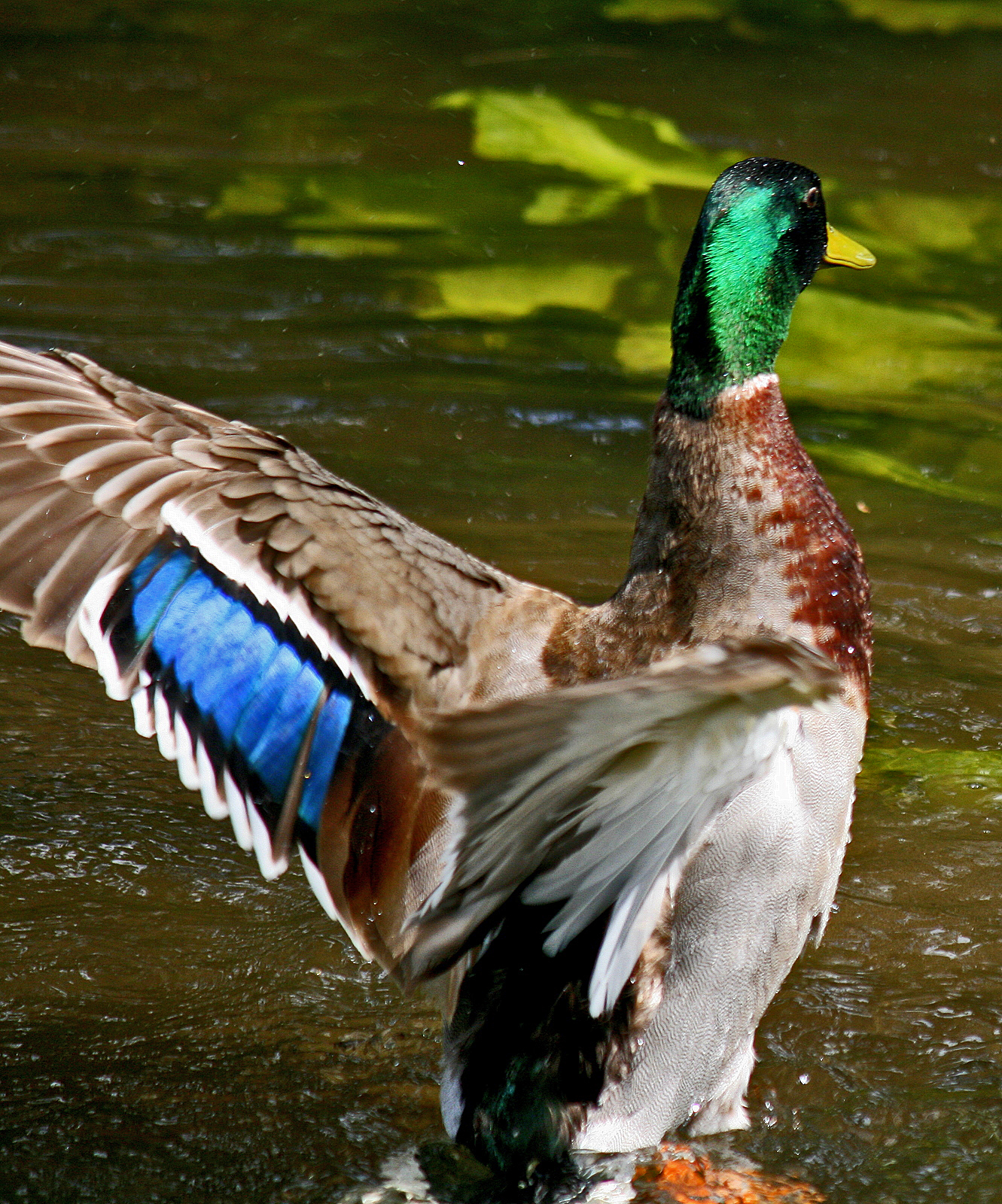
Espelho azul-brilhante na asa de um pato-real

Em zoologia, um espelho (ê) (do termo latino speculu) é uma mancha transparente ou de colorido brilhante presente nas asas de alguns pássaros e lepidópteros.